# Martigny (Aisne)
Martigny – miejscowość i gmina we Francji, w regionie Hauts-de-France, w departamencie Aisne.
Według danych na styczeń 2014 roku gminę zamieszkiwały 454 osoby, a gęstość zaludnienia wynosiła 26,8 osób/km².